# Leonardo da Vinci World Award of Arts

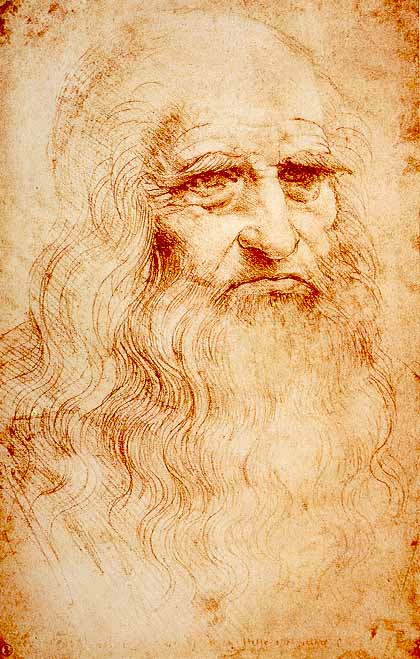
Leonardo da Vinci

Leonardo da Vinci World Award of Arts – nagroda w dziedzinie sztuk plastycznych przyznawana przez Światową Radę Kultury (World Cultural Council) jako uznanie dla znaczącego wkładu twórcy do artystycznego dziedzictwa świata.
Nagroda jest wręczana co dwa lata od 1989 roku. Laureatów nagrody wybiera specjalny komitet w skład którego wchodzą międzynarodowej sławy artyści, władze i członkowie Światowej Rady Kultury. Nagroda została nazwana imieniem Leonardo da Vinci i obejmuje dyplom, pamiątkowy medal oraz 10 tys. dolarów.
Polskim laureatem tej nagrody w roku 1999 została Magdalena Abakanowicz.

## Lista laureatów
- Rok 2013 - Petteri Nisunen, Tommi Grönlund[2]
- Rok 2011 - Todd Siler
- Rok 2009 - Marcell Jankovics
- Rok 2007 - Anne Moeglin-Delcroix
- Rok 2005 - Enrique Norten
- Rok 2003 - Otto Piene
- Rok 2001 - Edna Hibel
- Rok 1999 - Magdalena Abakanowicz
- Rok 1997 - Robert Rauschenberg
- Rok 1989 - Athens Acropolis Preservation Group of Greece